# Scott Z. Burns
Scott Z. Burns(1962-) é um argumentista(pt) ou roteirista(br) norte-americano.
Ele é de Golden Valley, Minnesota e graduou-se em 1985 na Universidade of Minnesota.

## Filmografia
- The Laundromat (2019), produtor
- Contagion (2011), escritor
- The Informant! (2008), argumentista
- Filthy Lucre (Californication) (2007), TV; diretor
- The Bourne Ultimatum (2007), roteirista
- An Inconvenient Truth (2006), produtor
- Pu-239 (2006), diretor; argumentista.